# Fritz Förderer
Friedrich "Fritz" Förderer (5 de gener de 1888 - 20 de desembre de 1952) fou un futbolista alemany de la dècada de 1910.
Fou 11 cops internacional amb la selecció alemanya amb la qual participà en els Jocs Olímpics d'Estiu de 1912.
Pel que fa a clubs, defensà els colors de Karlsruher FV.